# Замок Лавут-Полиньяк
Замок Лавут-Полиньяк (фр. Château de Lavoûte - Polignac) — средневековый замок, расположенный в городе Лавуте-сюр-Луар, в департаменте Верхняя Луара, в регионе Овернь-Рона-Альпы, Франция.

## История
Его основателем считается виконт де Полиньяк Гаспар Арманд.  Изначально замок имел оборонительное значение. В то время это было здание, состоящее из трех крыльев и четырех башен. В целях обороны замок был защищен двойной линией валов. В центре внутреннего двора также была колокольня с огромной лестницей. Под колокольней находилось большое подземелье.
В 1793 году замок потерял своего родного хозяина - семья Полиньяк эмигрировала в столицу Австрии и замок был продан как национальная собственность. Впервые эксплуатируемый в качестве каменоломни, частично сведенный к руинам, он был приобретен несколько лет спустя не очень богатой местной французской семьей. В XIX веке замок Лавут-Полиньяк снова выкупает семья Полиньяк. Его новый хозяин - молодой граф Мельхиор де Полиньяк - восстанавливает южное крыло и вдыхает в замок новую жизнь. С того времени замок уже не менял владельцев, и стал летней резиденцией семьи де Полиньяк.

## Архитектура
Замок был построен из местного серого вулканического камня. Замок очень напоминает постройки Бургундии, особенно это касается крыши. В то время Бургундия имела сильное религиозное влияние и семья Полиньяк, будучи глубоко верующей, чтобы показать свое восхищение и любовь к религии, делает в своем замке крыши, как в большинстве бургундских замков и домов.